# New Kids Nitro
New Kids Nitro is een Nederlandse actiekomedie uit 2011 en het vervolg op New Kids Turbo (2010). Evenals zijn voorganger is de film geschreven en geregisseerd door Steffen Haars en Flip van der Kuil, die met Tim Haars, Huub Smit en Wesley van Gaalen de hoofdrollen voor hun rekening nemen.
De film ging op 6 december 2011 in première en is geproduceerd door Eyeworks (tegenwoordig Kaap Holland Film). Hoewel qua bezoekersaantallen minder succesvol dan de eerste film wist New Kids Nitro de status van Platina Film te bereiken.
In maart 2012 kondigden Haars en Van der Kuil aan te stoppen met New Kids, wat betekende dat Nitro hun laatste project was rondom de vijf hangjongeren uit Maaskantje.

## Verhaal
In New Kids Nitro zijn de rollen weer verdeeld over dezelfde acteurs als in New Kids Turbo, met uitzondering van Manuela. Zij blijkt te zijn omgekomen bij een auto-ongeluk.
De hangjongeren Gerrie, Richard, Rikkert, Robbie en Barrie maken graag de dienst uit binnen en buiten de Brabantse plaats Maaskantje. In New Kids Nitro wordt wederom duidelijk hoe groot de liefde is voor hun eigen dorp. Ze krijgen het aan de stok met de hangjeugd uit het naastgelegen Schijndel. Vechtpartijen en illegale straatraces zijn het gevolg van het conflict tussen de twee dorpen. De ruzie gaat te ver, dus Richard adviseert zijn moeder, Corrie, weg te gaan uit Maaskantje.
Wanneer Friese zombies een Brabants slachtoffer maken, wordt ook Richards moeder Corrie vermoord door de zombies. Na de onthulling dat Richard zelf half Schijndels is, trekken de beide Brabantse groepen gezamenlijk daartegen ten strijde. Als ze uiteindelijk winnen van de Friese zombies, beloont de overheid hen met hoeren. Daarnaast hoeven ze nooit meer te werken.

## Rolverdeling
| Acteur               | Personage                | Opmerkingen                                 |
| -------------------- | ------------------------ | ------------------------------------------- |
| Huub Smit            | Richard Batsbak          |                                             |
| Tim Haars            | Gerrie van Boven         |                                             |
| Wesley van Gaalen    | Rikkert Biemans          |                                             |
| Steffen Haars        | Robbie Schuurmans        |                                             |
| Flip van der Kuil    | Barrie Butsers           |                                             |
| Bart de Rijk         | Adrie Agent              | Wijkagent van Maaskantje                    |
| Ruud Matthijssen     | Henk van Boven           | Snackbareigenaar Vader van Gerrie van Boven |
| Guido Pollemans      | D'n Dave                 |                                             |
| Sjaak-Pieter van Es  | Knoet                    |                                             |
| Juliette van Ardenne | Deborah                  | Vriendin van D'n Dave                       |
| Juul Vrijdag         | Corrie Batsbak           | Moeder van Richard                          |
| Max van den Burg     | Ronnie                   |                                             |
| Peter Faber          | Minister van Defensie    |                                             |
| Henry van Loon       | Defensie-man             |                                             |
| Filip Bolluyt        | Hoofdcommissaris         |                                             |
| Nils Verkooijen      | Sarcastische jongen      |                                             |
| Steye van Dam        | Gevatte toeschouwer      |                                             |
| Daan van Dijsseldonk | Peter Vernhout           | Verslaggever Hart van Nederland             |
| Rense Westra         | Boer Feike               |                                             |
| Fresku               | Marokkaan uit Woensel    |                                             |
| Teemong              | Marokkaan uit Woensel    |                                             |
| Jiggy Djé            | Zichzelf                 |                                             |
| Spacekees            | Zichzelf                 |                                             |
| Paul Elstak          | Zichzelf                 |                                             |
| Marlayne Sahupala    | Zichzelf                 |                                             |
| Maureen du Toit      | Zichzelf                 |                                             |
| Corry Konings        | Zichzelf                 |                                             |
| Christel de Laat     | Hostess in de touringcar |                                             |
| Peter Aerts          | Zichzelf                 |                                             |

## Opnames
De film werd in maart 2011 aangekondigd in de Amsterdamse uitgaansgelegenheid Bitterzoet.
De eerste opnames voor de film startten op 28 juni 2011 op Camping de Couwenberg in het Brabantse Netersel. Op 19 juli deed een fotograaf aangifte van mishandeling nadat deze bij opnames voor de film in Haarlem mishandeld zou zijn door een crewlid. Hem was verzocht geen foto's te maken, maar hij deed dit toch met een telelens. Producent Eyeworks gaf een dag later aan dat de fotograaf door iemand uit het publiek was aangevallen. Op 28 augustus 2011 werden de laatste opnames gemaakt.

## Titelsong
Corry Konings zong de titelsong "Hoeren Neuken Nooit Meer Werken" samen met Ronnie (Max van den Burg), een personage uit de film.

## Discografie

### Albums
| Album met eventuele hitnotering(en) in de Nederlandse Album Top 100 | Datum van verschijnen | Datum van binnenkomst | Hoogste positie | Aantal weken | Opmerkingen |
| ------------------------------------------------------------------- | --------------------- | --------------------- | --------------- | ------------ | ----------- |
| New Kids Nitro                                                      | 02-12-2011            | 17-12-2011            | 98              | 1            | Soundtrack  |

| Album met hitnotering(en) in de Vlaamse Ultratop 200 albums | Datum van verschijnen | Datum van binnenkomst | Hoogste positie | Aantal weken | Opmerkingen |
| ----------------------------------------------------------- | --------------------- | --------------------- | --------------- | ------------ | ----------- |
| New Kids Nitro                                              | 2012                  | 26-05-2012            | 182             | 1            | Soundtrack  |

### Singles
| Single met eventuele hitnotering(en) in de Nederlandse Top 40 | Datum van verschijnen | Datum van binnenkomst | Hoogste positie | Aantal weken | Opmerkingen                                                                                         |
| ------------------------------------------------------------- | --------------------- | --------------------- | --------------- | ------------ | --------------------------------------------------------------------------------------------------- |
| Hoeren neuken nooit meer werken                               | 03-11-2011            | 19-11-2011            | tip8            | -            | met New Kids, Corry Konings & Ronnie (gespeeld door Max van den Burg) / Nr. 12 in de Single Top 100 |

## DJ Paul
Ook voor New Kids Nitro heeft DJ Paul Elstak weer een hardcore-nummer gemaakt, genaamd "It's Party Time". In tegenstelling tot het nummer bij New Kids Turbo is dit geen origineel nummer maar een aangepaste versie van "Angels deserve to die!" en is er geen videoclip bij. Ook is dit nummer een stuk korter.

## Merchandise
Speciaal voor de film werd er officiële merchandise gemaakt, die antirookorganisaties Stivoro en Clean Air Nederland op de kast kreeg. Het ging hier namelijk o.a. om asbakken en (lange) vloei met New Kids Nitro-opdrukken. De anti-rookorganisaties vonden dit promotie van het roken en zochten uitgebreid de media op.